# اثرات تغییر اقلیم بر سلامت انسان

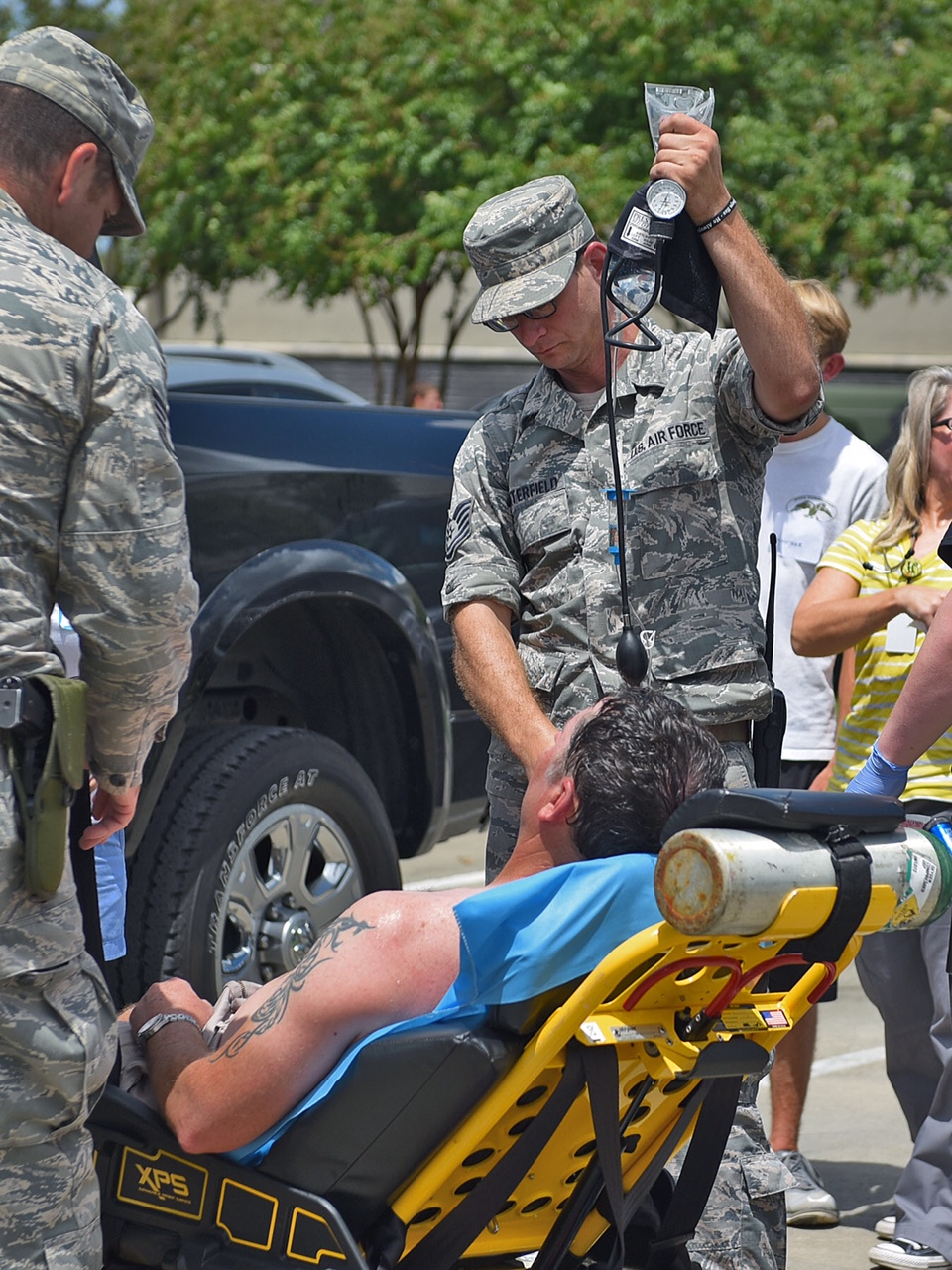
نمونه‌ای از تأثیرات بر سلامت: درمان سکته گرمایی در باتون روژ در جریان سیل ۲۰۱۶ لوئیزیانا. تغییرات اقلیمی موج‌های گرما را شدیدتر می‌کند و به‌طور بالقوه منجر به افزایش خطر گرمازدگی می‌شود.

اثرات تغییرات اقلیمی بر سلامت انسان عمیق است زیرا باعث افزایش بیماری‌ها و مرگ و میر ناشی از گرما، بیماری‌های تنفسی و شیوع بیماری‌های عفونی می‌شود. میان پژوهشگران، متخصصان بهداشت و سازمان‌های مختلف توافق گسترده‌ای وجود دارد که تغییرات اقلیمی بزرگ‌ترین تهدید جهانی سلامت در قرن بیست‌ویکم است.
افزایش دما و تغییرات در الگوهای آب و هوایی، شدت موج گرما، آب و هوای نامساعد و سایر علل بیماری، آسیب یا مرگ را افزایش می‌دهد. امواج گرما و رویدادهای شدید آب و هوایی، چه به‌طور مستقیم و چه غیرمستقیم، تأثیر زیادی بر سلامت دارند. وقتی افراد برای مدت طولانی‌تری در معرض دماهای بالاتر قرار می‌گیرند، ممکن است دچار گرمازدگی و گرمازدگی شوند.
علاوه بر تأثیرات مستقیم، تغییرات اقلیمی و رویدادهای شدید آب و هوایی باعث تغییراتی در زیست‌کره می‌شوند. برخی از بیماری‌هایی که توسط میزبان‌های زنده مانند پشه‌ها و کنه‌ها (که به عنوان ناقل شناخته می‌شوند) حمل و پخش می‌شوند، ممکن است در برخی مناطق شایع‌تر شوند. بیماری‌های تحت تأثیر شامل تب دنگی و مالاریا هستند. همچنین احتمال ابتلا به بیماری‌های منتقله از طریق آب مانند بیماری‌های اسهالی بیشتر خواهد شد.
تغییرات اقلیمی می‌تواند باعث کاهش تأثیرات تغییر اقلیم بر کشاورزی در مناطق مشخص شود که نتیجه آن افزایش قیمت غذا، کاهش دسترسی به مواد غذایی و سوءتغذیه خواهد بود. تغییرات اقلیمی همچنین می‌تواند دسترسی به منابع آب پاک و ایمن را کاهش دهد. شرایط جوی شدید و تأثیرات آن بر سلامت می‌تواند معیشت و ثبات اقتصادی مردم را نیز تهدید کند. این عوامل در کنار هم می‌توانند به افزایش فقر، مهاجرت انسان، درگیری‌های خشونت‌آمیز و مشکلات روانی منجر شوند.
تغییرات آب و هوایی بر سلامت انسان در تمام سنین، از دوران کودکی تا دوران نوجوانی، سن بالغ و سن پیری تأثیر می‌گذارد. عوامل مانند سن، جنسیت و وضعیت اجتماعی و اقتصادی تا چه حد این اثرات به خطر گسترده‌ای برای سلامت انسان تبدیل می‌شوند:: ۱۸۶۷  برخی از گروه‌ها نسبت به گروه‌های دیگر در معرض اثرات سلامتی تغییرات آب و هوایی هستند. این‌ها شامل کودکان، سالمندان، کارگران بیرونی و افراد محروم هستند.: ۱۵ 

## مروری بر تأثیرات و مسیرهای اثرگذاری تغییرات اقلیمی بر سلامت
تأثیرات تغییرات اقلیمی بر سلامت انسان را می‌توان به دو دسته مستقیم و غیرمستقیم تقسیم کرد.: 1867  بادهای شدید، سیلاب‌ها، خشکسالی‌ها، موج‌های گرما و آتش‌سوزی‌های جنگلی از جمله شرایط جوی شدید هستند که می‌توانند به‌طور مستقیم باعث آسیب، بیماری یا مرگ شوند. تأثیرات غیرمستقیم تغییرات اقلیمی از طریق تغییرات محیطی رخ می‌دهد که زیست‌کره را در مقیاس وسیع دچار تغییر می‌کند. این موارد شامل کاهش کیفیت آب، آلودگی هوا، کاهش دسترسی به غذا و گسترش سریع‌تر حشرات ناقل بیماری می‌شود.
تأثیرات مستقیم و غیرمستقیم تغییرات اقلیمی بر سلامت و شدت این تأثیرات در سراسر جهان و میان گروه‌های مختلف مردم بر اساس سن، جنسیت، قابلیت تحرک و عوامل دیگر متفاوت است. برای مثال، تفاوت‌ها در ارائه خدمات بهداشتی یا سطح توسعه اقتصادی منجر به ریسک‌ها و نتایج متفاوت سلامت برای مردم مناطق مختلف می‌شود، به‌گونه‌ای که کشورهای کمتر توسعه‌یافته با خطرات بیشتری مواجه هستند. در بسیاری از نقاط، ترکیب وضعیت اقتصادی-اجتماعی پایین و نقش‌های جنسیتی باعث افزایش خطرات سلامت برای زنان و دختران در اثر تغییرات اقلیمی نسبت به مردان و پسران می‌شود (اگرچه در برخی موارد ممکن است وضعیت بالعکس باشد).
اثرات مختلف بهداشتی مرتبط با تغییرات اقلیمی شامل بیماری‌های قلبی عروقی، بیماری‌های تنفسی، بیماری‌های عفونی، سوء تغذیه، بیماری‌های روانی، آلرژی‌ها، جراحات و مسمومیت می‌شود.: Figure 2 